# Dysnomia sulcata
Dysnomia sulcata är en musselart som beskrevs av Lea. Dysnomia sulcata ingår i släktet Dysnomia och familjen målarmusslor. Utöver nominatformen finns också underarten D. s. sulcata.